# Hyboella dilatata
Hyboella dilatata är en insektsart som först beskrevs av Wilhem de Haan 1842.  Hyboella dilatata ingår i släktet Hyboella och familjen torngräshoppor. Inga underarter finns listade i Catalogue of Life.